# Jack Dangers
Jack Dangers, Geburtsname John Corrigan, (* 1965 in Swindon, England) ist ein Elektronik-Musiker, DJ, Producer und Remixer. Am bekanntesten zunächst durch seine Arbeit als einziges ständiges Mitglied der Gruppe Meat Beat Manifesto, lebt er derzeit in San Francisco.
Als Remixer und Producer arbeitete und bearbeitete Dangers Material von und für David Bowie, Nine Inch Nails, Björk, David Byrne, DJ Spooky, Depeche Mode, Coil und viele weitere.
Dangers sammelt exzentrisches Audio- und Videomaterial, das in seiner künstlerischen Arbeit in Form von Samples verarbeitet und neu kontextualisiert wird.